# 乔治·麦克唐纳
乔治·麦克唐纳（英語：George MacDonald，1906年10月5日—1997年9月25日），加拿大男子赛艇运动员。他曾代表加拿大参加1932年和1936年夏季奥林匹克运动会赛艇比赛，其中1932年奥运会获得一枚铜牌。